# Hydrophis stokesii
Hydrophis stokesii är en ormart som beskrevs av Gray 1846. Hydrophis stokesii ingår i släktet Hydrophis och familjen giftsnokar och underfamiljen havsormar. Inga underarter finns listade.
Arten förekommer i havet nära kusterna från Iran och Oman över Indien, Malackahalvön och den sydostasiatiska övärlden till Filippinerna, södra Nya Guinea och norra Australien. Den når vid västra Stilla havet norrut till Taiwan och östra Kina. Individerna vistas i områden som är upp till 50 meter djupa. Havets grund kan vara klippig, sandig eller slammig. Honor lägger inga ägg utan föder levande ungar.
Hydrophis stokesii besöker även korallrev. Den jagar främst fiskar av familjen smörbultar (Gobiidae) men även andra fiskar som ungar av släktet Synanceia. Flera exemplar kan väga över 2 kg och den tyngsta kända individen vägde 5,14 kg.
Några exemplar dör som bifångst i fiskenät. I delar av utbredningsområdet är Hydrophis stokesii vanligt förekommande och i andra delar är den sällsynt. IUCN kategoriserar arten globalt som livskraftig.